# 설악 (당나라)
설악(薛崿 또는 薛㟧, ? ~ ?)은 당나라 중기의 장군으로, 강주(絳州, 지금의 산서성 운성시) 만천현(萬泉縣, 지금의 산서성 운성시 만영현) 또는 용문현(龍門縣, 지금의 산서성 운성시의 현급시 하진시) 사람이다. 당나라 전기의 명장 설인귀의 손자이며, 초대 소의군(昭義軍, 본부는 지금의 하남성 안양시에 있었다) 절도사 설숭의 동생이자 설평의 숙부로, 형 설숭의 사후 잠시 소의군을 통치하였다.

## 생애
안사의 난 이후, 설악의 형 설숭은 절도사로서 당나라 조정으로부터 사실상 독립된 형태로 소의군을 통치하였다. 이 시기, 설악이 형의 휘하에서 어떠한 관직을 지냈는지는 알려진 바 없다.
대력 8년 1월 6일 (773년 2월 2일), 소의군 절도사 겸 상주자사 설숭이 죽었다. 당초 그의 부하 장병들은 당시 11세였던 그의 아들 자주(磁州, 지금의 하북성 한단시 서쪽에 있었다)자사 설평을 그 후계자로 받들고자 하였다. 그리하여 그들은 번진(藩鎭)은 세습을 통해 상속해 왔었다는 이전의 사례들을 거론하며 설평을 협박하여 그에게 유후(留後)를 맡아달라고 요구하였다. 그러나 설평은 이에 동의하는 척하면서 숙부 설악에게 그 자리를 넘겨주고, 그날 밤, 아버지의 관을 모시고 고향으로 달아났다. 같은날, 당 대종은 설악을 지유후사(知留後事, 절도사 권한대행)에 임명하였다. 이후 대종은 설악에게 검교태자소사(檢校太子少師)의 명예직함을 추가로 수여하였다.
대력 10년 1월 3일(775년 2월 7일), 설악의 부하 장수인 소의군 병마사 배지청(裴志淸)이 반란을 일으켜 유후 설악을 내쫓아 버리고, 자신의 부대를 거느리고 인근 군벌 위박(魏博, 본부는 지금의 하북성 한단시에 있었다)절도사 전승사에게 가서 투항하였다. 배지청은 예전부터 소의군을 차지할 속셈을 오랫동안 가져 왔던 전승사의 지난해부터 있었던 공작으로 포섭되어 반란을 일으킬 것을 사주받은 소의군 장령(將領)들 가운데 한 사람이었다. 전승사는 이 틈을 타 구원군이라면서 소의군의 수도 상주를 습격하여 그곳을 차지해 버렸다. 설악은 명주(洺州, 대략 지금의 하북성 한단시 일대에 해당한다)로 달아났다. 그리고 대종에게 수도 장안의 조정으로 들어가서 알현할 수 있도록 해 달라고 청원하는 내용의 표문(表文)을 올렸다. 대종은 이를 받아들였다. 같은해 3월 12일(775년 4월 16일), 장안에 도착한 설악은 하양삼성사(河陽三城使) 상휴명(그는 사병들이 일으킨 반란으로 인해 동도(東都) 낙양으로 도망을 와 있었다)과 함께 소복(素服) 차림을 하고 은대문(銀臺門)에서 대종에게 자신들을 처벌해 달라고 간청하였다. 그러나 대종은 그들을 처벌하지 않고 용서해 주었다.
설악은 이 기록을 끝으로 더 이상 정사에 등장하지 않는다. 이후 행적과 몰년은 미상이다.

## 가계

### 관련 인물
설란　설안도　설인귀　설눌　설숭　설평

### 내용주
1. ↑  이는 설숭·설악 형제의 조부 설인귀의 출생지인 강주(絳州, 지금의 산서성 운성시)를 지칭한 것으로 보인다. 이에 대한 자세한 사항은 《구당서》, 권124의 내용을 참고하라.[1]

### 참조주
1. 1 2 3 4  《구당서》, 권124.
2. 1 2 3  《신당서》, 권111.
3. ↑  《자치통감》, 권223.
4. ↑  호삼성 음주(音注) 《자치통감》, 권223.
5. 1 2 3  중앙연구원 음양력 변환기
6. 1 2  《구당서》, 권11.
7. ↑  《자치통감》, 권224.
8. ↑  호삼성 음주(音注) 《자치통감》, 권224.
9. ↑  《신당서》, 권6.
10. ↑  《자치통감》, 권225.
11. ↑  호삼성 음주(音注) 《자치통감》, 권225.

## 참고 문헌
- 《구당서》, 권124.
- 《신당서》, 권111.
- 《자치통감》, 권223·권224·권225.
- 호삼성 음주(音注) 《자치통감》, 권223·권224·권225.
- 사정전 훈의(訓義) 《자치통감》, 제75책.

| 전임 설숭 | 소의군 절도사 (권한대행) 773년 ~ 776년 | 후임 이승소 |